# Волфрам I фон Вертхайм
Волфрам I фон Вертхайм (на немски: Wolfram I von Wertheim; * ок. 1097; † сл. 1116) е граф на Вертхайм.

## Произход
Той има двама братя (Крафт, на другия името не е известно).

## Фамилия
Волфрам I се жени и има децата:
- Волфрам II фон Вертхайм (* ок. 1108; † 1157 или 1158), граф на Вертхайм
- Крафт(о) фон Швайнберг († сл. 1144)
- Дитер фон Вертхайм († сл. 1165), женен за Адела и е баща на дъщеря, омъжена за Зигебодо фон Цимберн
- Адела фон Вертхайм († сл. 1157)